# Снайпер: Оружие возмездия
«Снайпер: Оружие возмездия» (бел. Снайпер) — художественный фильм о Великой Отечественной войне, снятый в двух вариантах — киноверсии и телеверсии.

## История

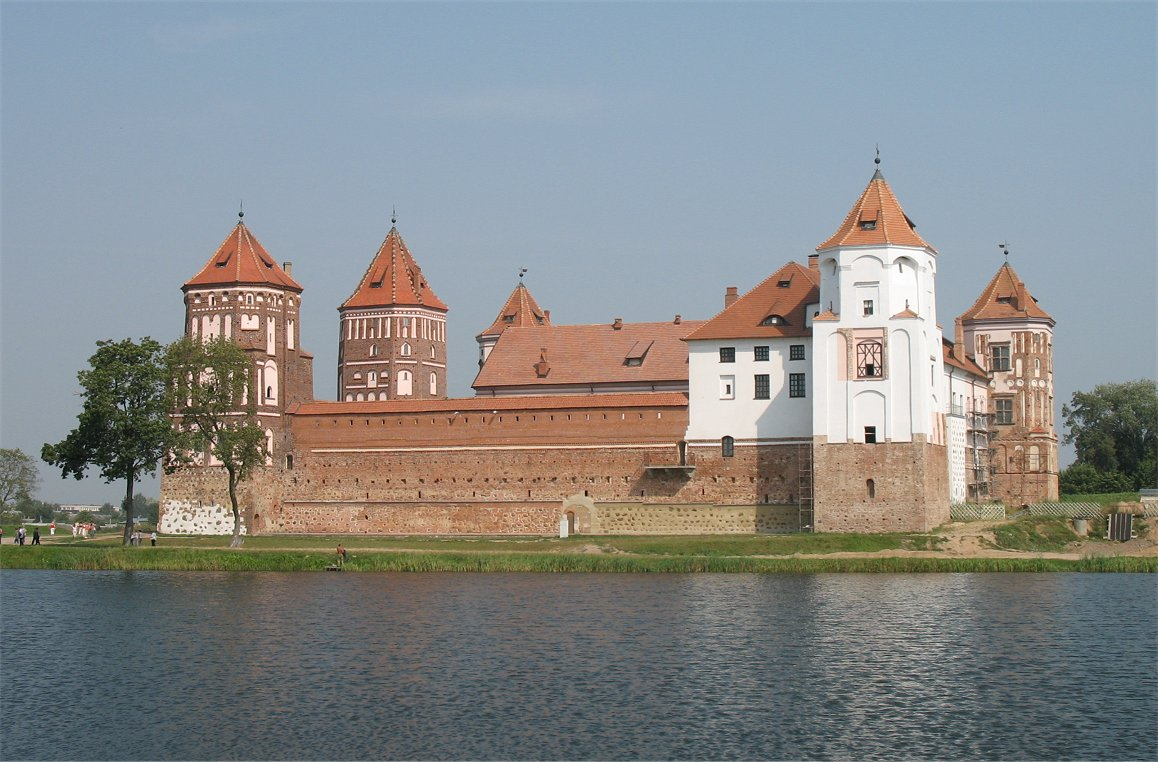
Мирский замок

Съёмки всего фильма проходили летом 2008 года в Белоруссии: Сталинград был воссоздан под Минском, а в роли немецкого замка был снят Мирский замок, расположенный в посёлке городского типа Мир Гродненской области.
Съёмки завершены в начале 2009 года.
Был приобретён для показа Первым каналом России.
23 февраля 2010 года — премьера в России. По итогам оперативного измерения аудитории компанией «TNS Россия» возглавил список самых популярных программ недели основных российских телеканалов («Первого канала», каналов «Россия 1», НТВ, СТС, ТНТ и РЕН ТВ).

## Сюжет
Сталинград, 1942 год. Со стороны советских войск успешно действует группа из девяти снайперов, среди которых выделяются их командир — старший лейтенант Яшин (Дмитрий Певцов) и девушка Алеся (Алина Сергеева), прозванная немцами «Ведьмой». Со стороны немцев им также противостоит снайпер — капитан Карл Кляйст. Он подстраивает ловушку, в которой гибнет Алеся, а Яшин получает ранение пулей, помеченной буквами «KK» (личная метка Карла Кляйста).
По окончании Великой Отечественной войны Яшин, уже будучи майором, становится комендантом небольшого немецкого города, находящегося рядом со средневековым замком. В замке обнаруживаются секретные немецкие чертежи ракет «Фау-2». В поисках ракетного оружия Германии в городок приезжает инженер Михайловский. Однако в замке находится группа из десяти немецких снайперов под руководством Карла Кляйста, которые должны подготовить ракету к запуску, а замок заминировать и взорвать. Немецкие снайперы убивают советских военнослужащих и захватывают в плен Михайловского. Из тела убитого советского офицера врач извлекает пулю с клеймом «KK», такую же, как та, которую до сих пор хранит при себе Яшин.
Яшин вызывает троих солдат из своей снайперской группы, и вместе они штурмуют замок. В ходе схватки погибают все члены команд Яшина и Кляйста; Яшин и Кляйст устраивают импровизированную дуэль, в которой побеждает Яшин.

## В ролях
Актёрский состав сериала — интернациональный:
- Российские актёры
  - Дмитрий Певцов — старший лейтенант/майор Яшин
  - Мария Миронова — ассистентка Михайловского Мария Гусева
  - Алина Сергеева — Алеся Микульчик[5][6][7] (вариант Алеся Микулич[1][8][9] ошибочный).
  - Сергей Беляев — майор госбезопасности Осипов
- Белорусские актёры:
  - Анна Хитрик — немецкий снайпер Берта
  - Борис Гергалов — Дядя Микола, снайпер из группы Яшина
  - Павел Южаков-Харланчук — Борис Дерюгин, снайпер из группы Яшина 
  - Оксана Лесная —  экономка фрау Марта
  - Иван Мацкевич — генерал
- Польские актёры:
  - Павел Делонг — инженер Михайловский
- Немецкие актёры:
  - Йоахим Пауль Ассбек — Карл Кляйст
- Литовские актёры:
  - Владас Багдонас — немецкий инженер-ракетчик, конструктор ФАУ-2 Отто Хамерболь

## Съёмочная группа
- Режиссёр: Александр Ефремов
- Сценарист: Глеб Шпригов
- Оператор: Александр Рудь
- Композитор: Владимир Сивицкий
- Художник: Александр Чертович
- Директор: Сергей Мосин
- Продюсеры: Владимир Заметалин, Александр Зимовский

## Премии и награды
- Фильм получил награду Приз Бронза «Лістапада» на XVI МКФ «Лістапад» в Минске. Фестиваль «Лістапад-2009» (конкурс игрового кино) — третье место[1].

## Музыка
- Адажио Альбинони (Albinoni’s Adagio (in G-minor)) (аранжировка В. Сивицкого)

## Различия киноверсии и телеверсии
Киноверсия — художественный фильм с хронометражом 1:50. Телеверсия — четырёхсерийный сериал, снятый Белтелерадиокомпанией при участии «Беларусьфильма» и компании «Арт Синема Групп».
В киноверсии более подробно изложены сюжетные линии, причинно-следственные связи:
- события в Сталинграде — не только в первой части, а в большей степени вклиниваются монтажными кусками воспоминаний;
- Яшин отождествляет героиню Мироновой с Алесей;
- Кляйст и немка Берта явно в очень тесных отношениях;
- постоянно идёт прямое противопоставление Яшина и Кляйста посредством монтажных переходов (например, подсчёт патронов).